# Clussais-la-Pommeraie
Clussais-la-Pommeraie là một xã trong tỉnh Deux-Sèvres trong vùng Nouvelle-Aquitaine ở phía tây nước Pháp. Xã này nằm ở khu vực có độ cao trung bình 130 mét trên mực nước biển.